# Trachelas altiformis
Trachelas altiformis là một loài nhện trong họ Trachelidae.
Loài này thuộc chi Trachelas. Trachelas altiformis được Hercule Nicolet miêu tả năm 1849.